# Măcăleandru cu gât alb
Măcăleandrul cu gât alb (Irania gutturalis) este o specie de pasăre paseriforme din familia Muscicapidae. Numele de gen Irania face aluzie la Iran, localitatea sa tip, în timp ce numele specific gutturalis este latinescul medieval pentru „gât”. Se reproduce în vestul Asiei și iernează în Africa de Est.

## Descriere

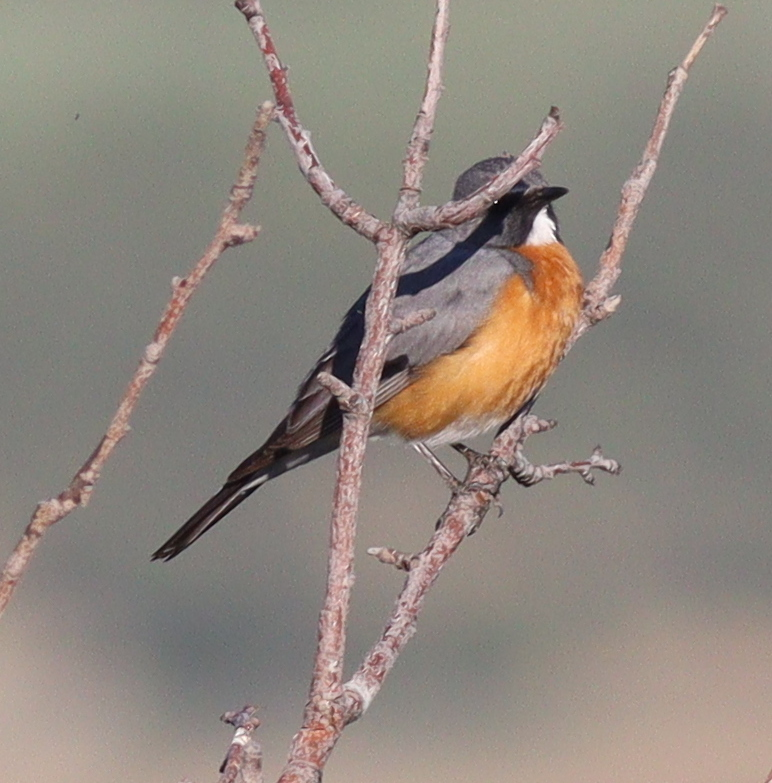
Irania gutturalis

Este o pasăre mare, sveltă ca un sturz, cu gâtul și picioarele lungi, cioc lung și greoi, coada neagră. Această specie este mai mare decât măcăleandrul european, având o lungime de 16 centimetri și o anvergură a aripilor de 28 de centimetri.
Deși este insectivoră, mânca și fructe în timpul toamnei.

## Galerie

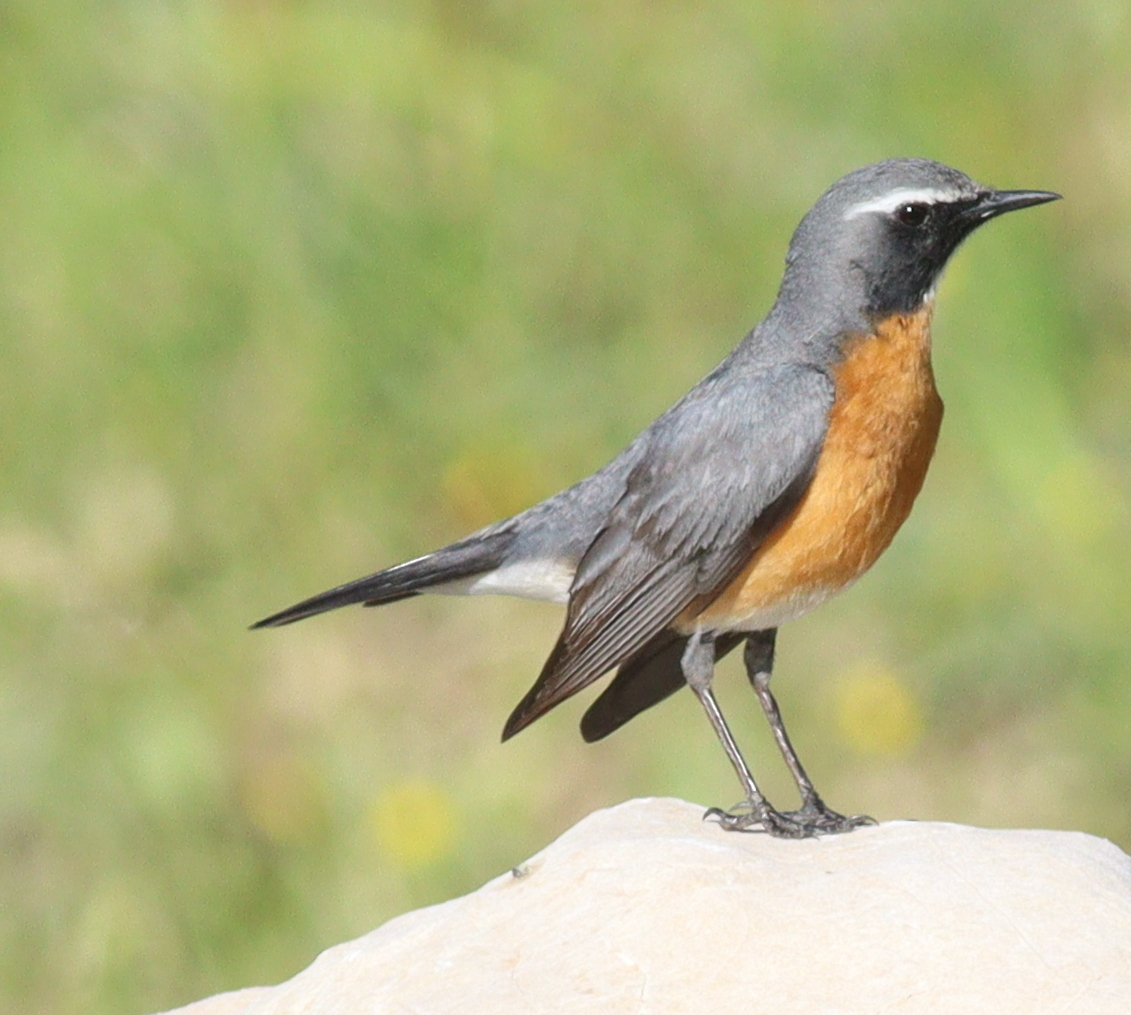
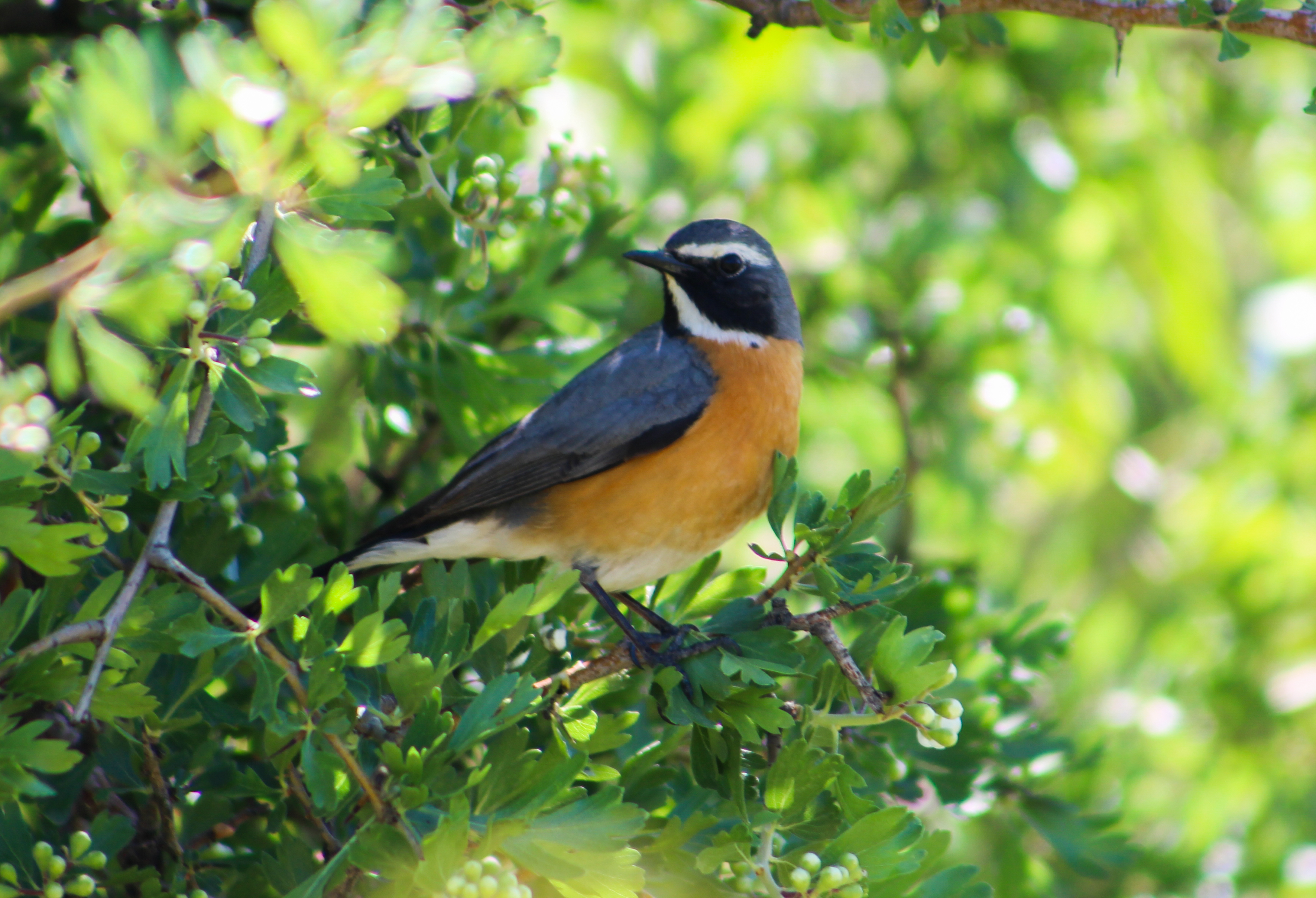
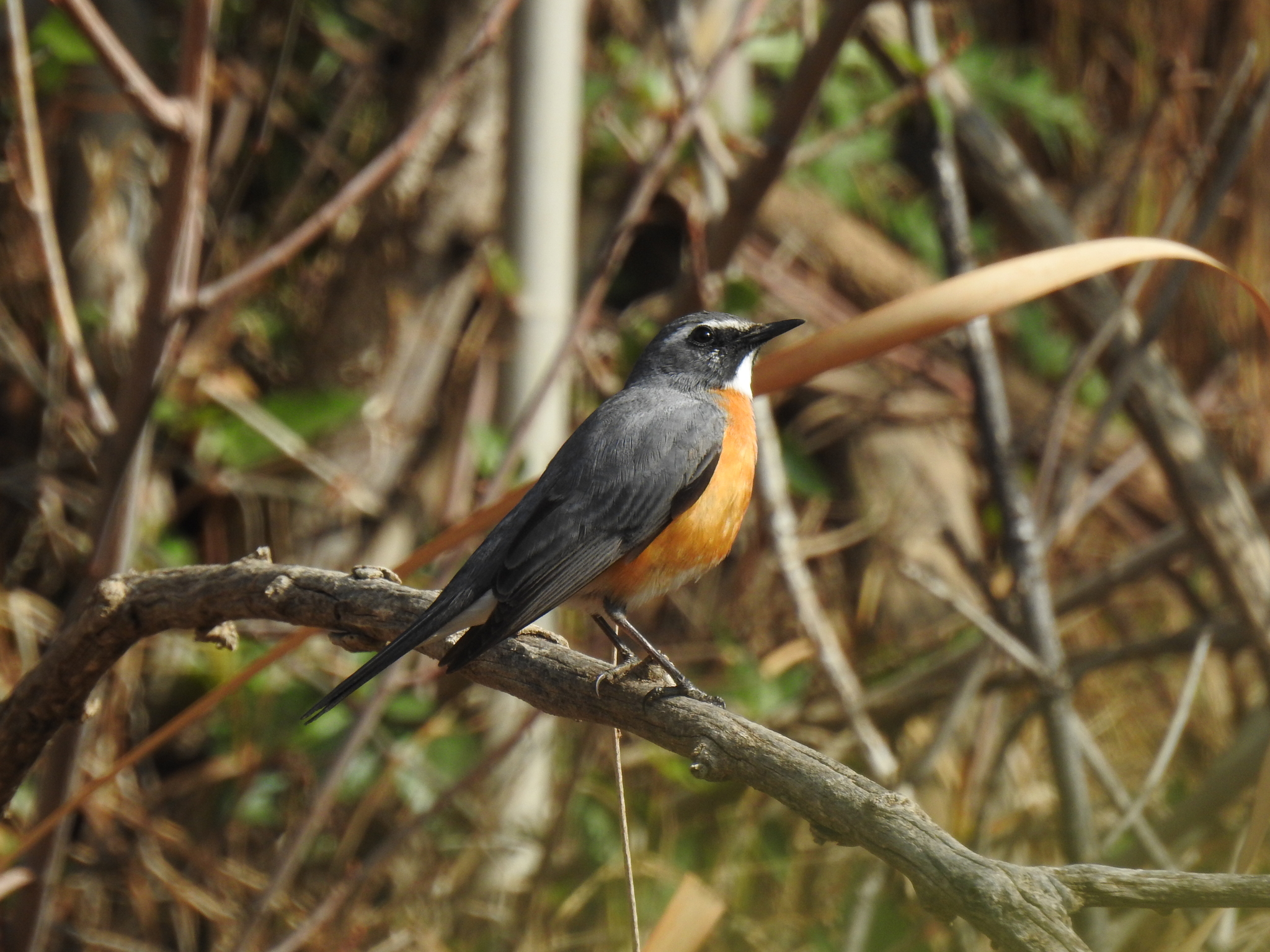
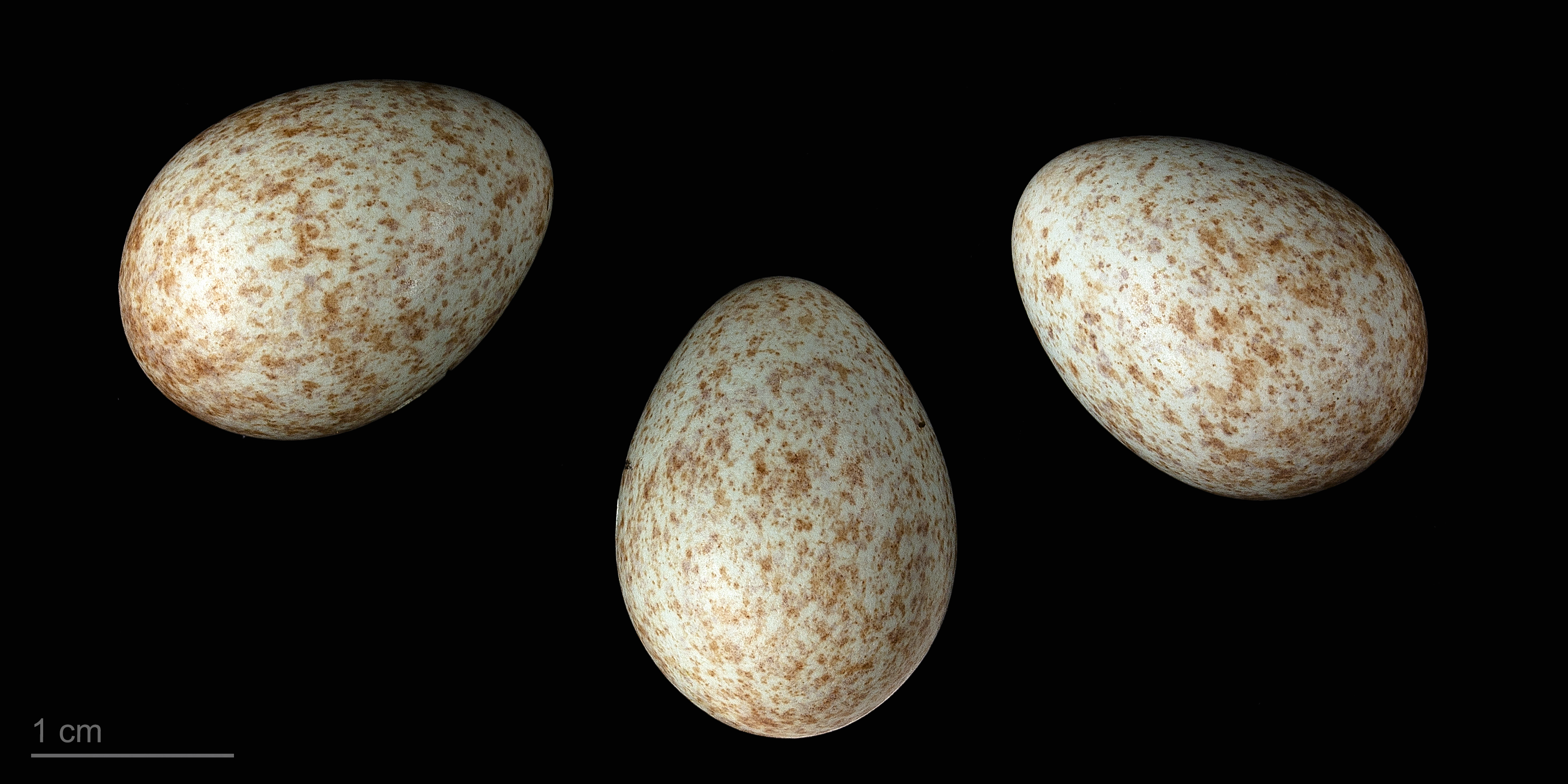
Irania gutturalis  - MHNT